# 中国性文化
中国性文化是指在中国形成的关于性的文化。

## 主要表现

### 男根崇拜

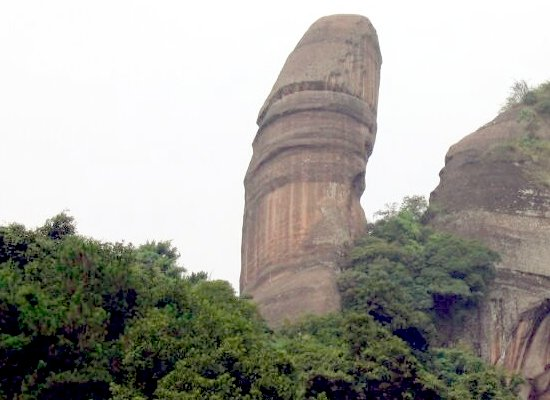
广东省丹霞山的阳元石。

中国古代有许多岩画，一般描绘的是男性硕大的阴茎。新疆呼图壁、内蒙古的阴山和桌子山、广西的左右江及宁夏的贺兰山均有这种岩画，这些岩画反映了早期中国原始初民的性崇拜。原始初民用柱状物来比喻男性阴茎，朝其顶礼膜拜，且称之为祖，认为这是生命的起源和祖先。祖字的且就是指男性阴茎。中国古代还崇拜类似男女生殖器的石头，并且称之为阴阳石或凹凸石。四川盐源的公母山、江西龙虎山的金枪峰和羞女岩、广东丹霞山的阴元石和阳元石，至今都依然如此。

### 女阴崇拜

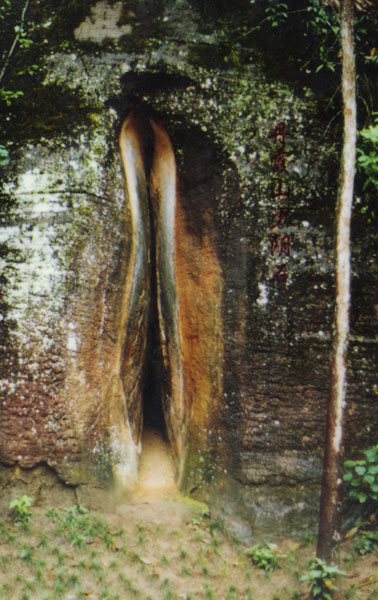
广东省丹霞山的阴元石。

中国古代经常用孔状物象征女阴，鱼、双鱼、莲花、花苞及贝类动物等都是十分普遍的女阴象征物。福建漳州的东山岛的大海边，至今有块大石头叫石女阴，刻有阴核、阴毛、阴唇及阴道，当地有个习俗就是往阴道穴投入石子，求取保佑儿子。清朝俞蛟的《临清纪略》还记载了乾隆帝时期山东省“露阴部敌”的史实。

### 阴阳崇拜
中国古人常常将人和天地及鬼神联系在一起。在盛大节日中有许多舞蹈动作的内容都和人类的性有关，释放出宣泄快乐、欢庆丰收及祈求兴旺，同时也是为了取悦鬼神或者驱邪辟祸。古人在田地中将稻禾扎成男女生殖器的形状，抑或在田地中竖立生殖器状物，祈求上天赐予丰收。古代有鸟衔鱼形状的器皿，鸟象征阴茎，鱼象征女阴，鸟衔鱼象征性交；古代还有一种叫避火图的图画，是一卷不同姿势的春宫图，把避火图吊在房梁上，以为性生活的和谐交能避免失火。
古人有人与自然共生的观念，把女子的肚腹看成是土壤，把男人的精子看成是种子，把性交比作云雨，如成语“巫山云雨”。古人把性和季节相联系，把少女产生性欲和性需求称之为怀春及思春，把性交称之为春风一度。

### 生殖崇拜
生殖崇拜的象征物一般是蛙、单鱼、榴和莲，因为这几种生物都产子较多。古人器用品中也有许多类似情况，如陕西临潼姜寨出土的彩陶盆，蛙象征生育，双鱼象征女阴。还一种习俗一直延续至今，嫁妆中放入四喜人，洞房时夫妻要吃枣或者花生等，来象征早生贵子。

## 历史

### 女性

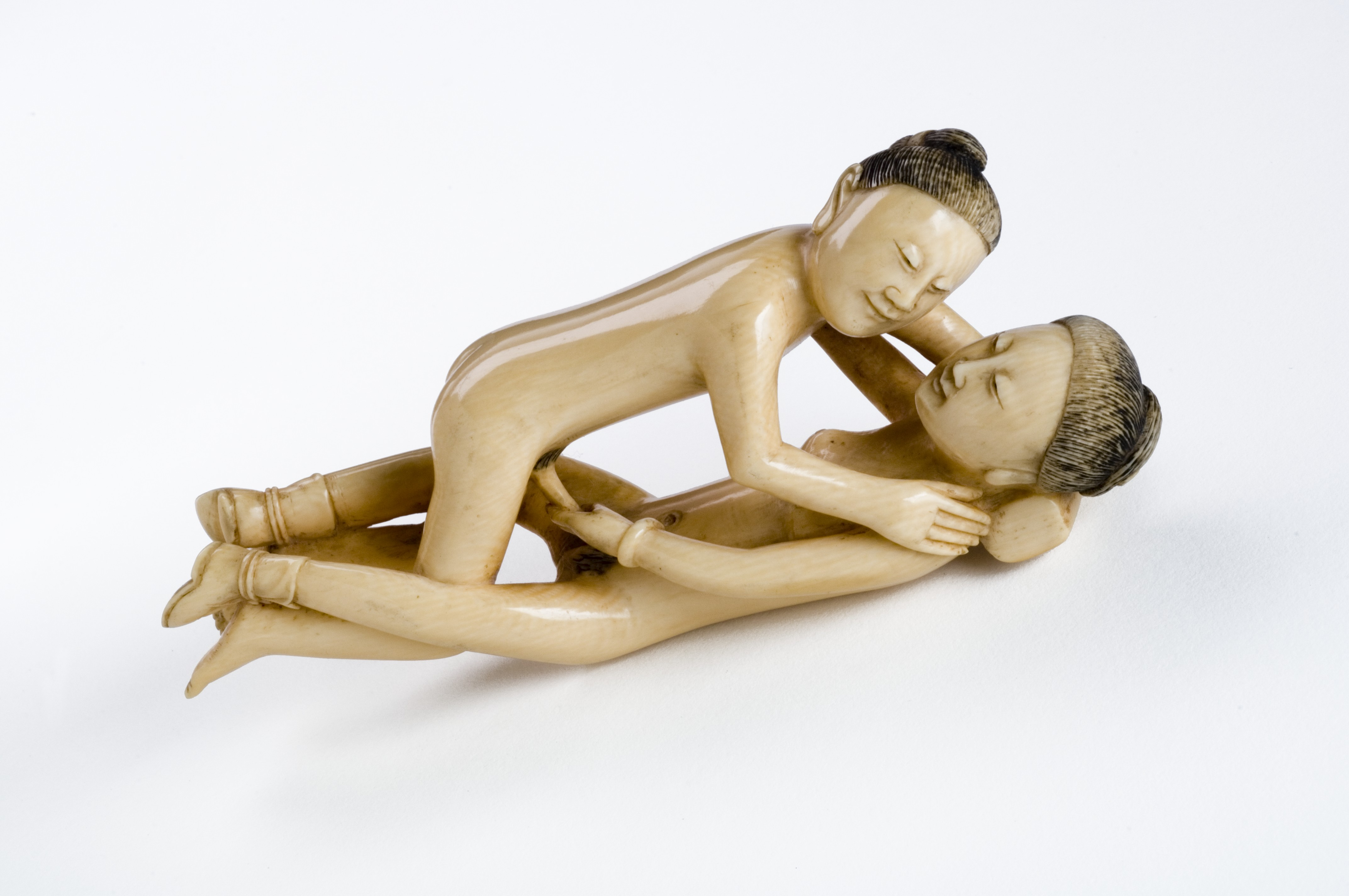
中国古代描写性姿势女上位的雕塑。

古人制定了纲常伦理和三从四德，讲究“在家从父、出嫁从夫、夫死从子”女子必须服从男子，女子必须服从丈夫，是核心内容之一。个别朝代相对宽松，汉朝及唐朝的女子性自由度远远多于其他朝代，有不少贵族女子均有称为面首的情夫。
宋朝开始以后，朱熹提出了“存天理灭人欲”、“妇道从一而终，岂以存亡改节”和“饿死事小失节事大”，中国传统社会從此开始了对女性漫长的性禁锢、性歧视和性压迫。女子离婚、寡妇再婚均成为不道德的行为。社会氛围要求女子在丈夫（包括未婚夫）去世之后，必须守节到死，不得再嫁。至明代，中上层社会以娶再婚女性为耻。清朝官方文献《古今图书集成》统计：“节妇”及“烈女”在唐朝只有51人，於宋代增至267人，至明朝有36,000人，而到了清朝，仅安徽省休宁县就有2,200多人。中国歷朝历代的贞节牌坊就是性禁锢、性歧视和性压迫的体现。
性禁锢、性歧视和性压迫的另一个体现就是缠足，从五代后期到清末，清末光绪时期戊戌变法时期始废除。缠足始于南唐后主的宫妓窅娘，宋朝深入民间，明朝清朝全国普及。缠足的目的是使得女子出不了远门，难以偷情和逃婚；满足男性感观需求和性需求，史书称“三寸金莲”、“昼间欣赏，夜间把玩”。汉朝刘向《列女传》、班昭《女诫》，明朝徐皇后《内训》、解缙《古今列女传》、清朝吕坤《闺范》及温氏《母训》都是钳制和戕害女子的性思想和性教育的文学作品。
清兵入关后，清朝政府依如明代，推崇女性守贞，除沿用历代政府的貞節旌表政策外。至雍正时，清朝政府更以财政供养八旗寡妇，鼓励她们守节。1840年第一次中英战争后，国门被打开，西学东渐，随着这一政治巨变而来的现代化思潮，对中国社会产生深远影响。社会思想开始追求人人平等，不再片面要求女性守贞。中上层社会亦开始接受女性离婚、再婚。
进入21世纪后，一方面，中国社会的性观念较之前更为开放。另一方面，要求女性守贞的思想仍旧存在。譬如上海人大代表柏万青鼓吹女性婚前守贞、推崇贞操嫁妆论。2013年，黑龙江发的胡伊萱案，即是已婚女性为满足丈夫的处女情结导致的杀人案件。而在社会层面，通常以“传统文化”的名义包装对女性压迫，谓之“女德”，更有获大学支持者。但另一方面，要求女性忠诚于婚姻家庭，合乎社会人际关系契约。

### 男性
古人对于男性的性禁锢、性歧视和性压迫则主要是官方尤其是皇宫的宦官文化。正史记载是从秦朝开始，一直绵延到民国初年，末代皇帝溥仪请求中华民国政府协助驱逐宦官正式废除。为了镇守和管制后宫，皇帝不得不选择男性来管理，宦官来源一般是家境贫寒的家庭，为了防止男性和后宫妃嫔偷情，于是将男子阉割，让其无法性交。北京现在建有北京宦官文化陈列馆。日本学者桑原鹭藏指出中国有宦官是因为：“中国人是嫉妒心极强的国民。为避免男女嫌疑、慰藉嫉妒心，使唤中性的宦官，或许是顺理成章。”
日本学者观看秦始皇陵兵马俑时，指出其马俑都已经被去势，其中「势」是指睾丸。
儒家文化圈中日本没有宦官文化，日本大正时期著名学者桑原鹭藏写过一篇《中国的宦官》，他的书中说：“独我国自隋唐以来广泛采用中国的制度文物，但惟有宦官制度不拿来，这不能不说实在是好事。英国斯坦特曾經发表论文《中国的宦官》，一语道破：东洋各国如此普通的宦官制度在西洋却不太流行，这完全托基督教的福。然而，我国丝毫不指望宗教的力量，竟然不沾染此一蛮风，岂不更足以自负。我们就此也必须十分感谢我国当时先觉者的思考辨别。”日本人类学家石田英一郎指出：“去势本来是一种畜牧技术，被文明国家应用到宫廷生活中来。从文化史或文化圈来看，大陆文化要素未传入日本或者日本未普及的，大部分直接或间接地属于畜牧性文化系统。”

## 作品

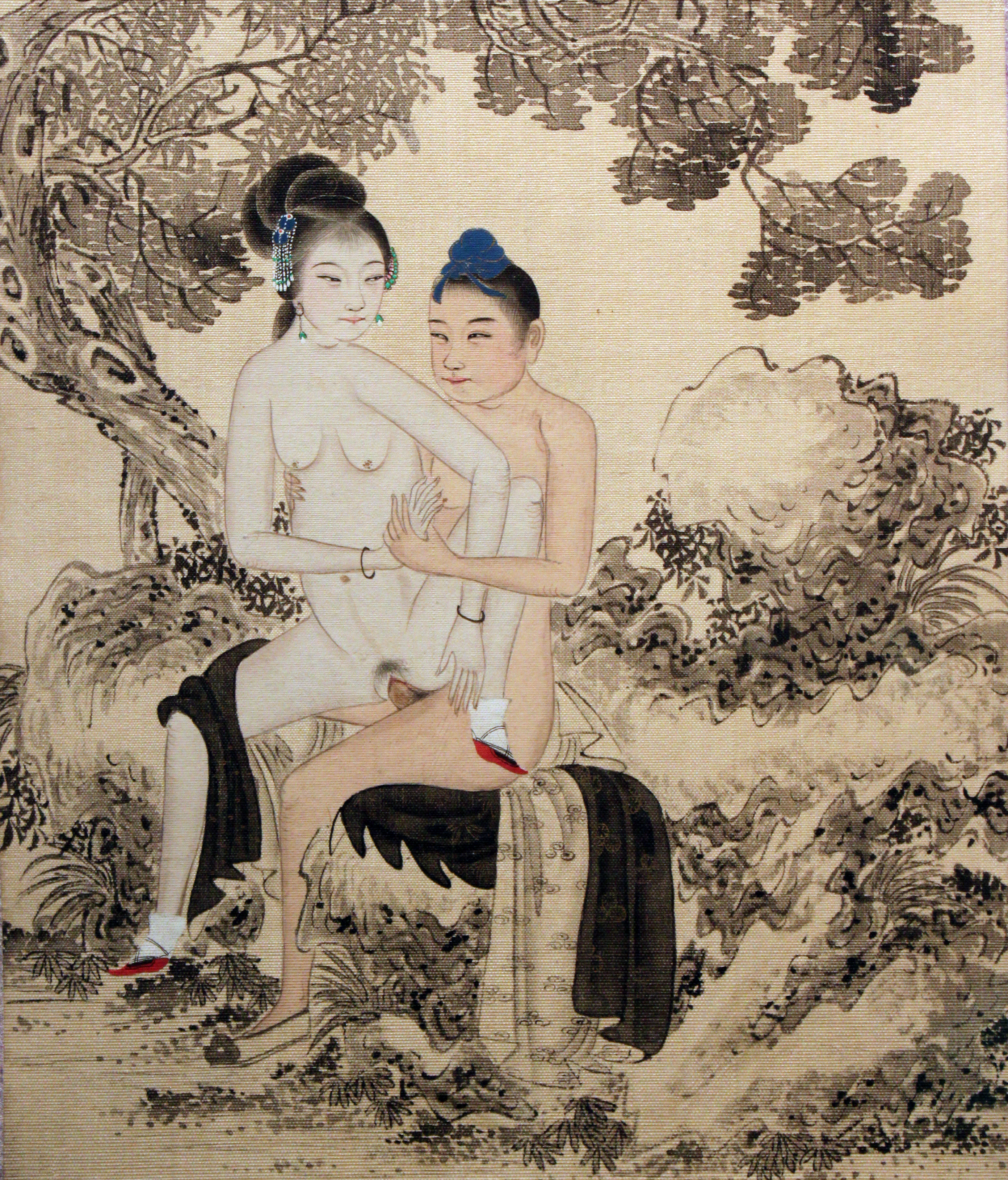
中国古代描绘性姿势女上位的春宫画。

### 文字作品
一般
- 《诗经》，西周至春秋。
- 《拍案惊奇》，明朝：凌濛初。
- 《古今小说》，明朝：冯梦龙。
- 《警世通言》，明朝：凌濛初。
- 《醒世恒言》，明朝：凌濛初。
- 《欢喜冤家》，清朝：西湖渔隐主人。

情色或性欲描写
- 《飞燕外传》，汉朝：无名氏。
- 《天地阴阳交欢大乐赋》，唐朝：白行简
- 《好逑传》又名《俠義風月傳》，亦名《第二才子好逑傳》。在19世紀即有外國譯本，被介紹至歐洲。

明末清初时盛行的艷情小說，則多為性欲描写。其中不少关於《金瓶梅》的研究。

### 绘画作品
- 《素女经》，朝代不明。
- 《熙陵幸小周后图》，宋朝：无名氏。
- 《尝后图》，元朝：无名氏。
- 《风流绝畅图》，明朝：唐伯虎。

## 延伸阅读
- 刘达临. . 北京市: 中国友谊出版公司. 2004. ISBN 7-5057-2036-8.
- 刘达临. . 上海市: 东方出版中心. 2007-07-01. ISBN 9787801866936.